# A Defesa Nacional
A Defesa Nacional é uma revista brasileira criada e mantida pelo Exército Brasileiro, com linha editorial em literatura de defesa.

## História

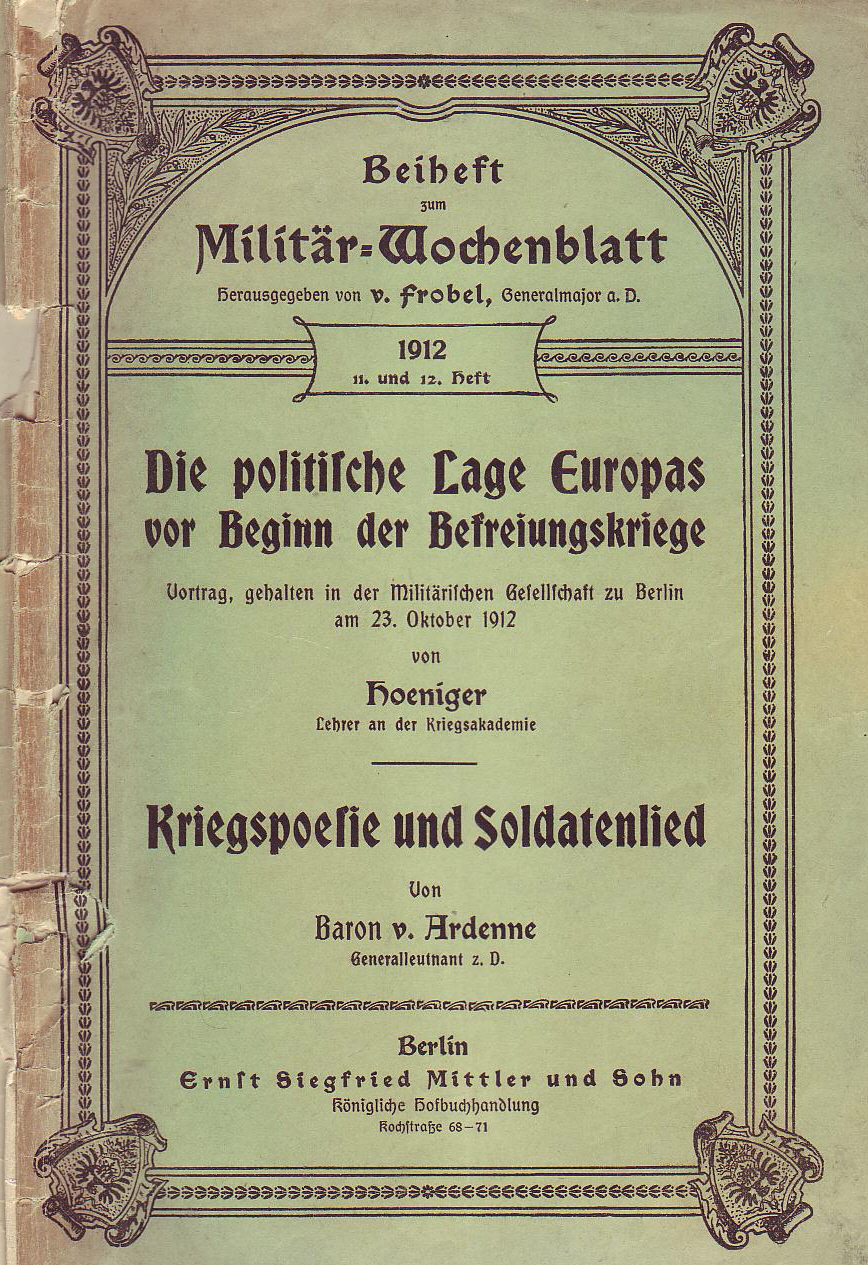
Publicação militar alemã de 1912. A revista alemã serviu de inspiração para os idealizadores da revista brasileira

Sua primeira edição foi lançada em 10 de outubro de 1913 por iniciativa de oficiais de tropas brasileiras que foram fazer estágio no Exército Imperial Alemão mediante convênio de formação de três turmas enviada em 1905, 1908 e 1910 e intentaram criar uma revista com teor técnico e militar capaz de contribuir para a formação do oficialato brasileiro. Os construtores do periódico foram Bertoldo Klinger, Estêvão Leitão de Carvalho, César Augusto Parga Rodrigues, Joaquim de Sousa Reis, Epaminondas de Lima e Silva, Parga Rodrigues, Euclides Figueiredo, Amaro de Azambuja Vila Nova, Francisco Jorge Pinheiro, Brasílio Taborda, Francisco de Paula Cidade, José Pompeu Cavalcanti de Albuquerque e Mário Clementino de Carvalho. Na primeira edição sob apoio do Clube Militar o batismo da publicação foi dado por Mário Clementino e o formato editorial foi escolhido por Klinger com inspiração da revista militar alemã, Militär Wochenblatt que já era públicada pelos alemães desde 1816 a qual Klinger era assinante.

### Desavenças editoriais
Diversos pesquisadores, entre os quais José Murilo de Carvalho,  apontam que houve vários desentedimentos entre os organizadores da revista sobre o papel editorial da mesma, uns defendendo se bandear para discussões políticas, e até partidárias, e outra corrente advogava só em prol de conteúdos técnicos de defesa.